# Elaphria cadema
Elaphria cadema är en fjärilsart som beskrevs av William Schaus 1898. Elaphria cadema ingår i släktet Elaphria och familjen nattflyn. Inga underarter finns listade i Catalogue of Life.